# Гайэммаэ (станция)
Станция Гайэммаэ (яп. 外苑前駅 гайэн маэ эки) — железнодорожная станция на линии Гиндза, расположенная в специальном районе Минато в Токио. Станция обозначена номером G-03.

## История
Станция была открыта 18 ноября 1938 года под названием Аояма-Ёнтёмэ, нынешнее название станция получила в 1939 году. На станции установлены автоматические платформенные ворота.

## Окрестности станции
- Парк Мэйдзи Дзингу (яп. 神宮外苑 Мэйдзи Дзингу Гайэн)
  - Стадион Мэйдзи Дзингу
  - Олимпийский стадион

## Планировка станции
Две платформы островного типа и два пути.
| 1 | ○ Линия Гиндза | Сибуя                                       |
| 2 | ○ Линия Гиндза | Акасака-Мицукэ ・ Гиндза ・ Уэно ・ Асакуса |

## Близлежащие станции
| «          |  | Линия        |  | »            |
| ---------- |  | ------------ |  | ------------ |
| Омотэсандо |  | Линия Гиндза |  | Аояма-Иттёмэ |